# سيركا همالاينن
سيركـّا هـَمالاينن (Sirkka Hämäläinen؛ ريهيماكي، 8 مايو 1939) اقتصادية فنلندية بارزة، ارتقت هامالاينن الحاصلة على دكتوراه في العلوم الاقتصادية إلى أن تكون أول امرأة بعضوية مجلس مصرف فنلندا عام 1991 و في السنة التالية خلفت رولف كولبيرغ بمنصب الحاكم (1992-1998). انتخبت عضوة في المجلس التنفيذي للبنك المركزي الأوروبي (1998-2003).
تعمل هامالاينن حاليا ضمن مهام أخرى رئيسة لمجلس إدارة مؤسسة الأوبرا الوطنية الفنلندية.

## روابط خارجية
- سيركا همالاينن على موقع مونزينجر (الألمانية)